# Окружен мртвима
Окружен мртвима (енгл. The Walking Dead) је америчка пост-апокалиптична телевизијска хорор драма чији творац је Френк Дарабонт. Серија је базирана на истоименом стрипу Роберта Киркмана, Тонија Мура и Чарлија Адларда. Главни лик је шериф Рик Грајмс кога глуми Ендру Линколн. Рик се буди из коме и схвати да је заробљен у пост-апокалиптичном свету испуњеном зомбијима. Он покушава да пронађе своју породицу и успут налази многе друге преживеле.
Серија је премијерно емитована од 31. октобра 2010. до 20. новембра 2022. године на кабловском каналу AMC и састоји се од једанаест сезона. Серија је добила наставке у оквиру спин оф серија: The Walking Dead: Dead City, The Walking Dead: Daryl Dixon i The Walking Dead: The Ones Who Live

## Премиса
Базирана на истоименом стрипу, серија Окружен мртвима нам приказује причу мале групе људи који живе у времену после зомби апокалипсе. Радња прве сезоне се углавном дешава у урбаном делу, а друга, трећа и четврта сезона у сеоским деловима Џорџије. Радња серије се фокусира углавном на проблемима и дилемама са којима се група среће док се боре да задрже своју људскост и здрав разум током свакодневних изазова у неопраштајућем свету који укључује борбу са зомбијима, честе смрти и сукобе са другим преживелима.

## Улоге и ликови
| Глумац              | Улога           |
| ------------------- | --------------- |
| Ендру Линкон        | Рик Грајмс      |
| Норман Ридус        | Дерил Диксон    |
| Стивен Јан          | Глен Ри         |
| Данај Гурира        | Мишон           |
| Мелиса Мекбрајд     | Керол Пелетиер  |
| Лорен Кохан         | Меги Грин       |
| Чандлер Ригс        | Карл Грајмс     |
| Kaили Флеминг       | Џудит Грајмс    |
| Лени Џејмс          | Морган Џоунс    |
| Мајкл Кудлиц        | Абрахам Форд    |
| Кристијан Сератос   | Росита Еспиноза |
| Џош Макдермит       | Јуџин Портер    |
| Сониква Мартин-Грин | Саша Вилијамс   |
| Алана Мастерсон     | Тара Чамблер    |
| Џефри Дин Морган    | Ниган           |
| Хари Пејтон         | Езекиел         |

## Продукција

### Развој
20. јануара 2010. године, телевизија AMC је објавила да је наручила снимање прве епизоде серије Окружен мртвима. Читава сезона је касније наручена само на основу квалитета изворног материјала и присуства креатора и режисера серије Френка Дарабонта. Снимање је почело 15. маја 2010. године у Атланти. Продукција друге сезоне је почела у фебруару 2011. године.

### Музика
Композитор Бер Мекрири је добио посао компоновања музике. Он је изјавио да је музичка тема серије базирана на његовом виђењу продукцијског дизајна уводне шпице серије. Уместо компоновања дугачке музичке теме серије, као што је радио на претходним пројектима, одлучио се да користи једноставан понављајући мотив одсвиран на жичаним инструментима.

### Шминка и протетика
Грег Никотеро је продуцент и главни и одговорни у одељењу за шминку и протетику. Сваки статиста пролази кроз „зомби школу“ и учи како да се понаша као зомби.

### Маркетинг
Серија је била премијерно приказана у 120 земаља истовремено. Као део промотивне кампање, AMC и FOX су организовали „зомби инвазије“ у 26 великих градова.

## Награде и номинације
Серија Окружен мртвима је била номинована за најбољу нову серију у избору Удружења писаца Америке. Номинована је за најбољу телевизијску драму на 68. додели Златних Глобуса. Именована је за једну од најбољих десет телевизијских серија у 2010. години од стране Америчког филмског института.